# Stecker-Typ E

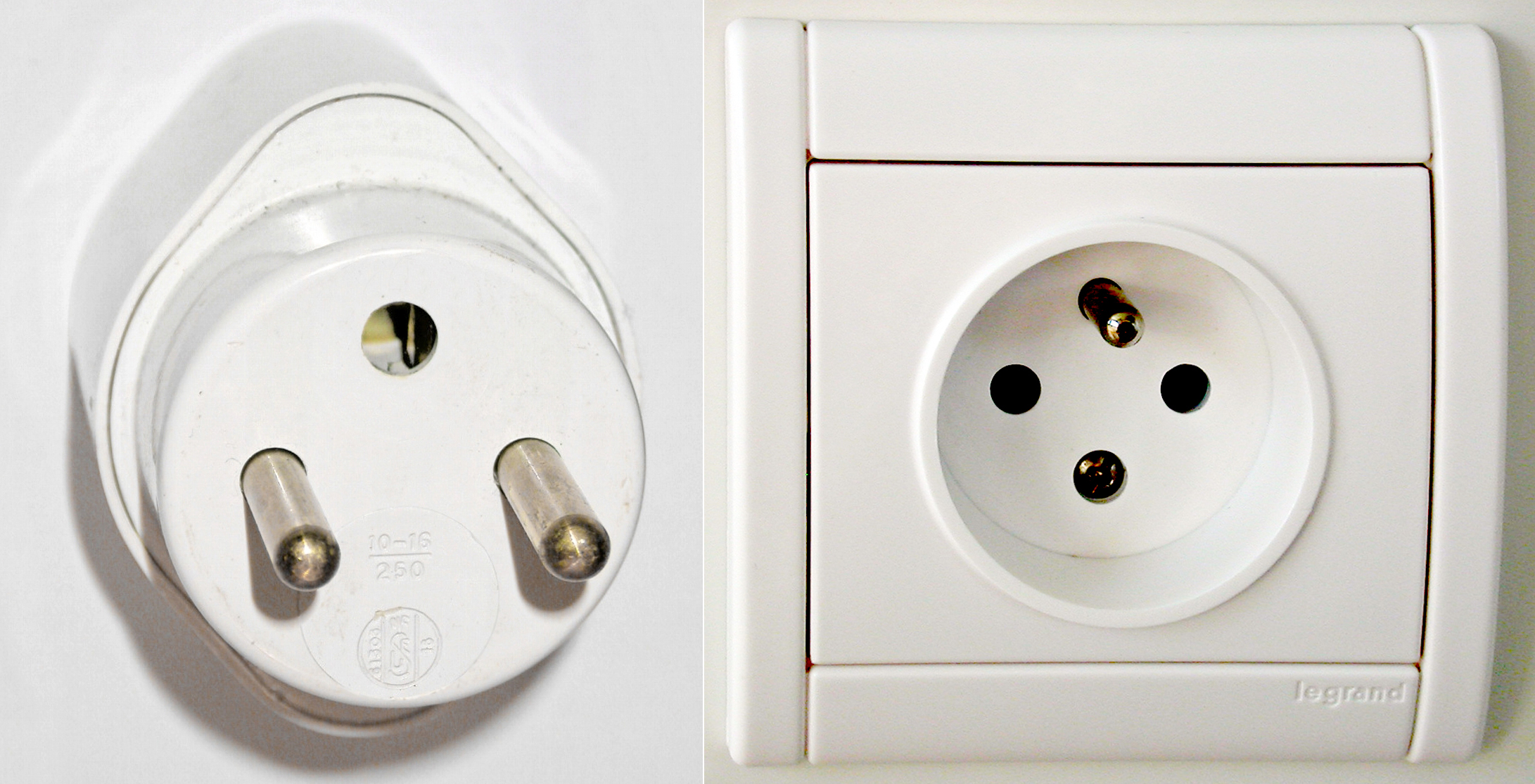
Typ-E-Stecker und Steckdose

Der Stecker-Typ E ist ein wahrscheinlich aus Belgien stammender Steckverbinder, der in den 1930er Jahren auch von Frankreich, der damaligen Tschechoslowakei und Polen übernommen worden ist. Seit 1. Juli 2008 ist dieser Steckdosentyp auch in Dänemark zugelassen, sofern er mit einer Kindersicherung ausgestattet ist. Er wird auch 2P+T (2 pôles + terre) oder CEE 7/5 (Steckdose) und CEE 7/6 (Stecker) genannt. Das Stecksystem weist große Ähnlichkeit zum veralteten Schweizer Typ T2 auf, der jedoch nicht zum Typ E kompatibel ist.
Der Stecker besitzt zwei runde Kontaktstifte für den spannungsführenden Leiter (Außenleiter) und für den Neutralleiter. Diese sind normalerweise dicker als die Kontaktstifte des Eurosteckers, es sind jedoch auch Varianten mit dünnen Kontaktstiften (4 mm) zu finden. Versetzt in der Mitte befindet sich eine Kontaktöffnung, die den Kontaktstift der Steckdose für den Schutzleiter aufnimmt. Durch den Aufbau ist das System theoretisch verpolungssicher, wenn die entsprechende Landesnorm es so vorsieht.

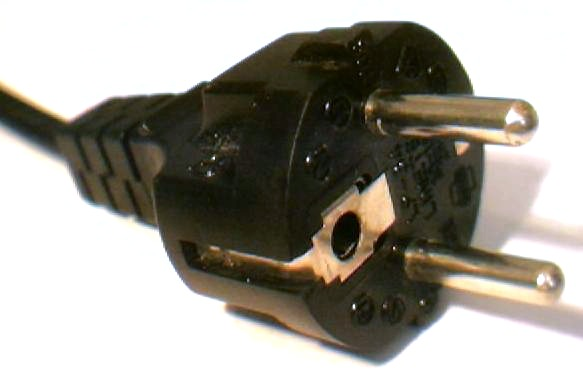
CEE-7/7-Stecker (Typ „E+F“)

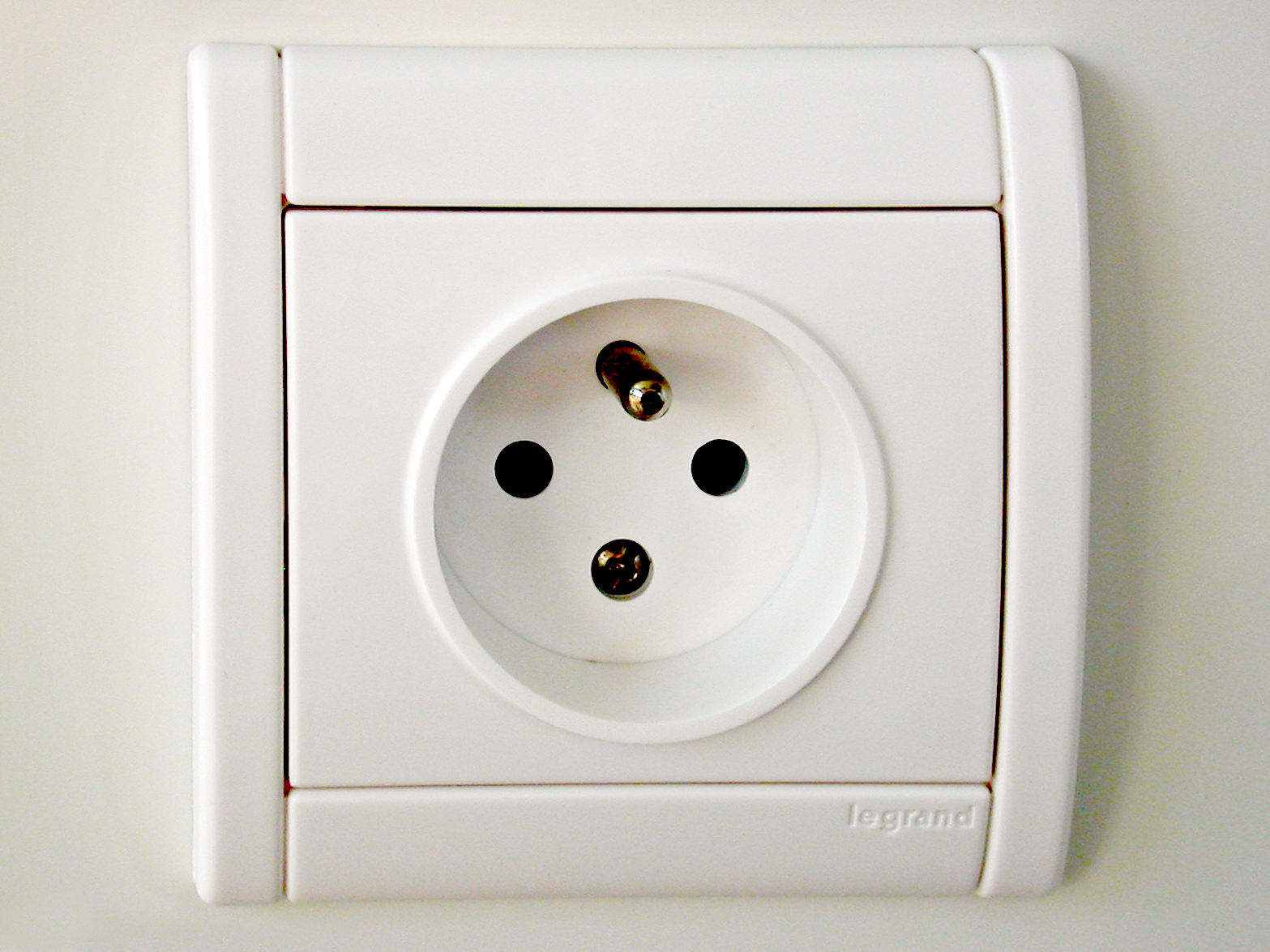
Typ-E-Steckdose

Reine Typ-E-Stecker sind selten geworden, da sie zunehmend durch CEE-7/7-Stecker (Typ „E+F“) abgelöst werden. Im Unterschied zu Typ-E-Steckern können diese auch in Schuko-Steckdosen eingeführt werden und sind daher in weiten Teilen Europas verwendbar.

## Sicherheit
Verpolungssicherheit
Durch die asymmetrische Anordnung des Schutzleiters ist das System verpolungssicher. Damit könnte beispielsweise gewährleistet werden, dass der spannungsführende Leiter stets mit dem Fußpunkt und nicht mit dem leichter zu berührenden Fassungsgewinde einer Glühlampe verbunden ist, oder dass ein einpoliger Schnur-Zwischenschalter stets den spannungsführenden Leiter unterbricht. Die dazu entworfene Norm ist jedoch nicht umgesetzt, sodass Hersteller der Anschlusskabel an keine Regel gebunden sind.
Für den CEE-7/7-Stecker gilt die Verpolsicherheit nur, wenn er in einer Typ-E-Steckdose verwendet wird. Deren Anschlussbelegung ist jedoch gleichfalls nicht genormt. In Tschechien gibt es lediglich eine Richtlinie mit Empfehlungscharakter, nach der L und N angeschlossen werden. In Verbindung mit Schuko-Steckdosen ist der CEE-7/7-Stecker nicht verpolungssicher.
Fingersicherheit
Die Steckdosen sind mit Schutzkragen ausgestattet, so dass ein Berühren spannungsführender Teile – etwa der unvollständig eingesteckten Stifte – verhindert wird.
Vorauseilender Schutzleiter
Der Schutzleiter ist voreilend ausgelegt, wird also beim Einführen des Steckers vor den anderen beiden Kontaktstiften verbunden und beim Herausziehen nach diesen abgetrennt.
Mechanische Eigenschaften
Durch die große Grundfläche des Steckverbinders, den überall vorhandenen Schutzkragen um die Steckdose und die stabile Auslegung des Schutzleiters ist Typ E ein sehr robustes System, das mechanischen Beanspruchungen gut standhält.
Elektrische Belastbarkeit
Feinsicherungen in den Steckern sind nicht vorgesehen, so dass der einzige Schutz gegen Überlastung durch die Hauptsicherung der Hausinstallation, vereinzelt durch Feinsicherungen in den Geräten, gegeben ist.
Kindersicherheit
Vorrichtungen, die das Einführen von Gegenständen verhindern, sind nicht vorgesehen. Es ist jedoch ohne weiteres möglich, Steckdosen mit einer integrierten Schutzvorrichtung herzustellen.

## Kompatibilität
Die Steckdosen können Eurostecker und Konturenstecker aufnehmen. Da auch in Ländern, die das Schuko-System verwenden, CEE-7/7-Stecker häufig geworden sind, können die meisten dort gekauften Geräte an Typ-E-Steckdosen angeschlossen werden.
Da der Kontaktstift für den Schutzleiter in der Steckdose angebracht ist, können die Stecker in manche Steckdosen ohne Schutzleiterkontakt eingesteckt werden. Dies gilt besonders für Stecker mit 4-mm-Kontaktstiften, die in eine Reihe europäischer Steckdosen eingesteckt werden können, ohne dass dabei der Schutzleiter verbunden ist. Ein derart angeschlossenes Gerät funktioniert zwar; der Schutzleiter ist jedoch ohne Funktion, so dass das Gehäuse eines defekten Gerätes unter Spannung stehen kann. Diese Verbindungsart empfiehlt sich also nur bei vollisolierten Geräten, die dann herstellerseitig auch nur mit zweipoligen Steckern ohne Schutzleiter ausgerüstet sein dürfen.
Das System ähnelt durch den aus der Dose hervorstehenden Schutzleiter dem alten Schweizer Typ 2/Typ 14, ist aber nicht mit diesem kompatibel.

## Verbreitung
- Belgien
- Frankreich
- Marokko
- Monaco
- Polen
- Slowakei
- Tschechien
- Tunesien
- viele ehemalige französische Kolonien

## Normen
- NF C 61-314 Prises de courant pour usages domestiques et analogues – systèmes 6 A/250 V et 16 A/250 V. – Französische Norm
- NBN C 61-112-1 Prises de courant pour usages domestiques et analogues – Partie 1: Règles générales / Contactdozen voor huishoudelijk en gelijkaardig gebruik – Deel 1: Algemene regels. – Belgische Norm
- IECEE CEE-7 Specification for plugs and socket-outlets for domestic and similar purpose. 2. Ausgabe 1963-05, geändert 1973-08, 1974-06, 1975-09 und 1983-03.